# Queens of the Stone Age
Queens of the Stone Age je ameriška rock zasedba iz Palm Desert, Kalifornija, Združene države Amerike, formirana leta 1997. Od ustanovitve je v bend vključen ustanovitveni član Josh Homme (glavni vokal, kitara), s trenutno zasedbo Troy Van Leeuwen (kitara, lap steel, spremljevalni vokal) in Joey Castillo (bobni, tolkala), poleg Michael Shuman (bas kitara, spremljevalni vokal) ter Dean Fertita (klaviature, kitara).

## Diskografija
- Queens of the Stone Age (1998)
- Rated R (2000)
- Songs for the Deaf (2002)
- Lullabies to Paralyze (2005)
- Era Vulgaris (2007)
- ...Like Clockwork (2013)
- Villains (2017)
- In Times New Roman... (2023)